# Apamoeridops radiatus
Apamoeridops radiatus is een insect uit de familie van de vlinderhaften (Ascalaphidae), die tot de orde netvleugeligen (Neuroptera) behoort. 
Apamoeridops radiatus is voor het eerst wetenschappelijk beschreven door Fraser in 1955.